# الکساندر او. اندرسون
الکساندر او. اندرسون (به انگلیسی: Alexander Outlaw Anderson) سناتور سابق عضو حزب دموکرات ایالات متحده آمریکا بود. وی در سال ۱۸۴۰ تا ۱۸۴۱ میلادی سناتور ایالت تنسی در سنای ایالات متحده آمریکا بود.